# Morville-sur-Andelle
Morville-sur-Andelle ist eine ehemalige französische Gemeinde mit 293 Einwohnern (Stand: 1. Januar 2022) im Département Seine-Maritime in der Region Normandie (vor 2016 Haute-Normandie). Sie gehörte zum Arrondissement Dieppe. Die Einwohner werden Morvillais und Morvillaises genannt.
Der Erlass des Präfekten vom 2. Dezember 2024 legte mit Wirkung zum 1. Januar 2025 die Eingliederung von Morville-sur-Andelle als Commune déléguée zusammen mit der früheren Gemeinde Le Héron zur Commune nouvelle Morville-le-Héron fest. Der Name der Commune nouvelle wurde in einem separaten Erlass nachträglich geändert.

## Geografie

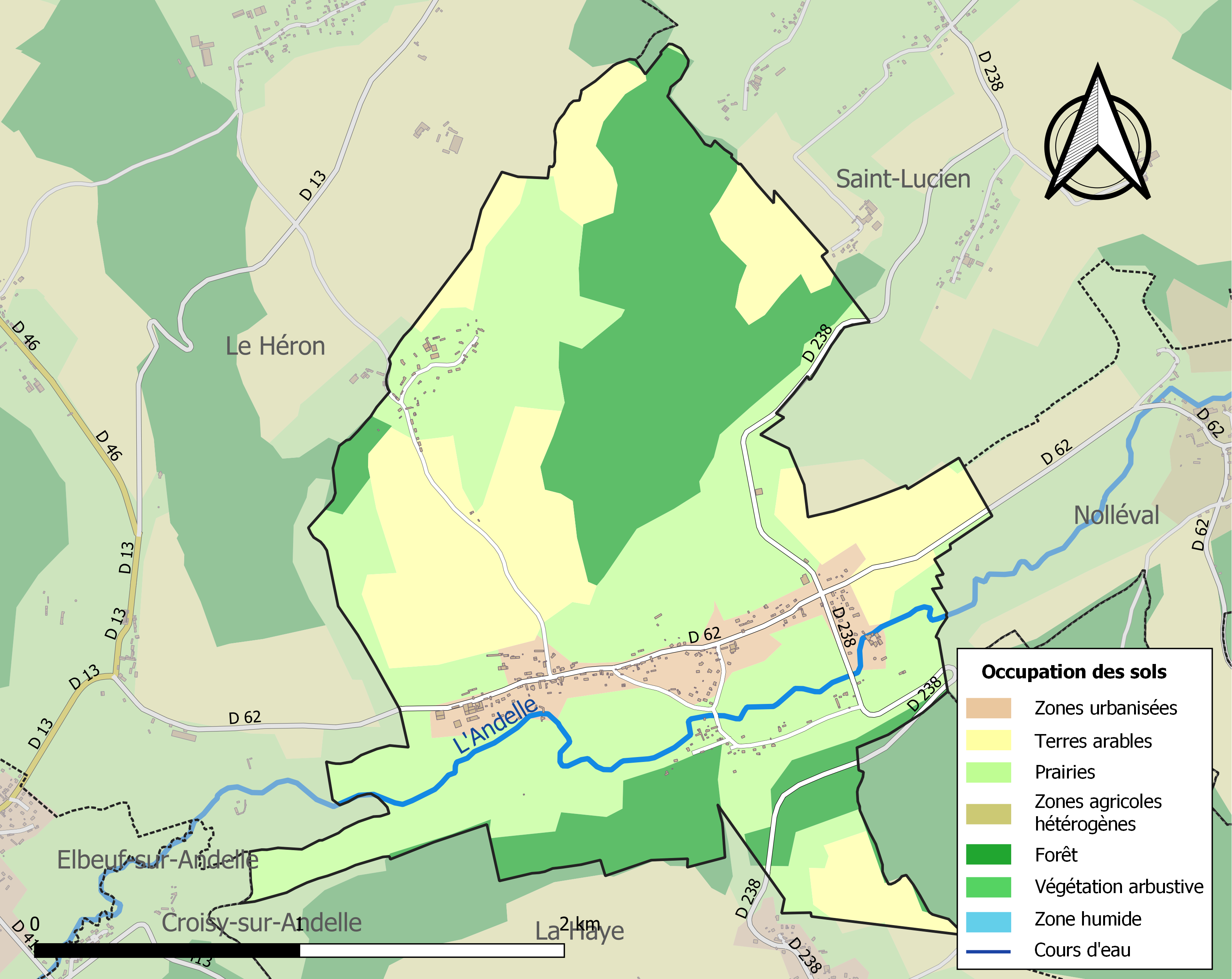
Bodennutzung, Hydrografie und Infrastruktur von Morville-sur-Andelle (2018)

Morville-sur-Andelle liegt etwa 24 Kilometer ostnordöstlich von Rouen und etwa 56 Kilometer südsüdöstlich von Dieppe in der Région naturelle des Pays de Bray.
Das Ortsgebiet befindet sich im Einzugsgebiet der Seine und wird von der Andelle entwässert, die das südliche Ortsgebiet von Ost nach West mit ihren Seitenarmen durchströmt. Das Bodenrelief zeigt beiderseits des Flusstals markante Aufsteigungen von bis zu 90 Höhenmeter großen Differenzen zum Niveau der Andelle. Das Ortszentrum liegt leicht erhöht auf etwa 80 m. Die höchste Erhebung mit 175 m wird im äußersten Nordosten gemessen, die niedrigste mit 65 m im Südwesten beim Austritt der Andelle aus dem Ortsgebiet.
Teile des Gebiets von Morville-sur-Andelle gehören zum Natura 2000-Schutzgebiet „Pays de Bray – Cuestas Nord et Sud“ (FR2300133) und von zwei ZNIEFF-Naturzonen.
Rund 66 % der Fläche von Morville-sur-Andelle werden landwirtschaftlich, hauptsächlich als Weideland genutzt, rund 27 % sind bewaldet, der Anteil bebauter Flächen beträgt rund 7 % (Stand: 2018).
Umgeben wird Morville-sur-Andelle von der Commune déléguée Le Héron im Norden und Westen sowie von den Nachbargemeinden Saint-Lucien im Norden und Nordosten, Nolléval im Osten, La Feuillie im Südosten, La Haye im Süden sowie Croisy-sur-Andelle im Südwesten.

## Bevölkerungsentwicklung
| Jahr                       | 1962 | 1968 | 1975 | 1982 | 1990 | 1999 | 2006 | 2013 | 2020 |
| -------------------------- | ---- | ---- | ---- | ---- | ---- | ---- | ---- | ---- | ---- |
| Einwohner                  | 170  | 173  | 177  | 190  | 173  | 223  | 255  | 305  | 302  |
| Quellen: Cassini und INSEE |      |      |      |      |      |      |      |      |      |

## Sehenswürdigkeiten
- Kirche Saint-Ouen aus dem 18. Jahrhundert
- Getreidemühle an der Andelle, 1839 erbaut

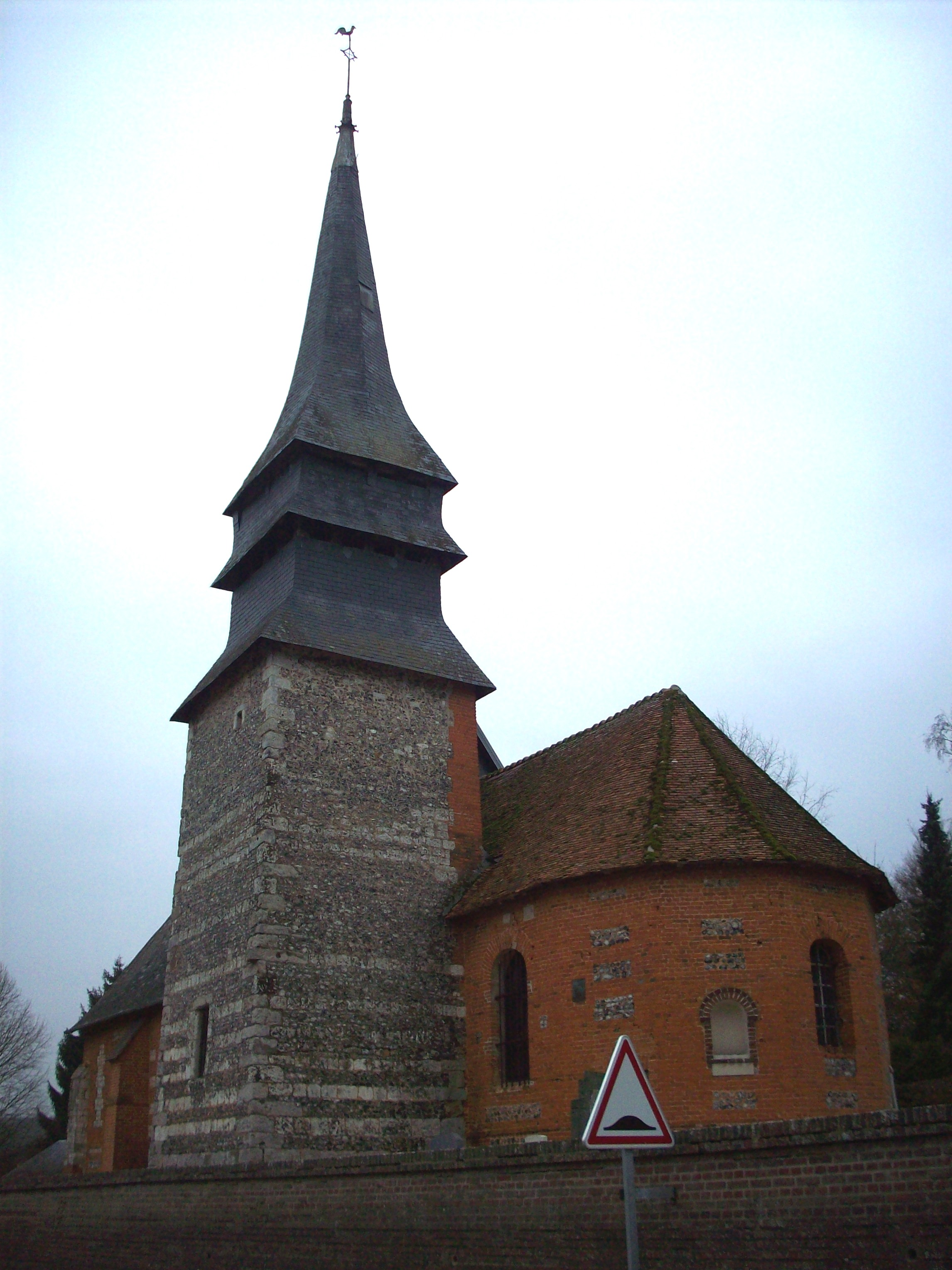
Kirche Saint-Ouen
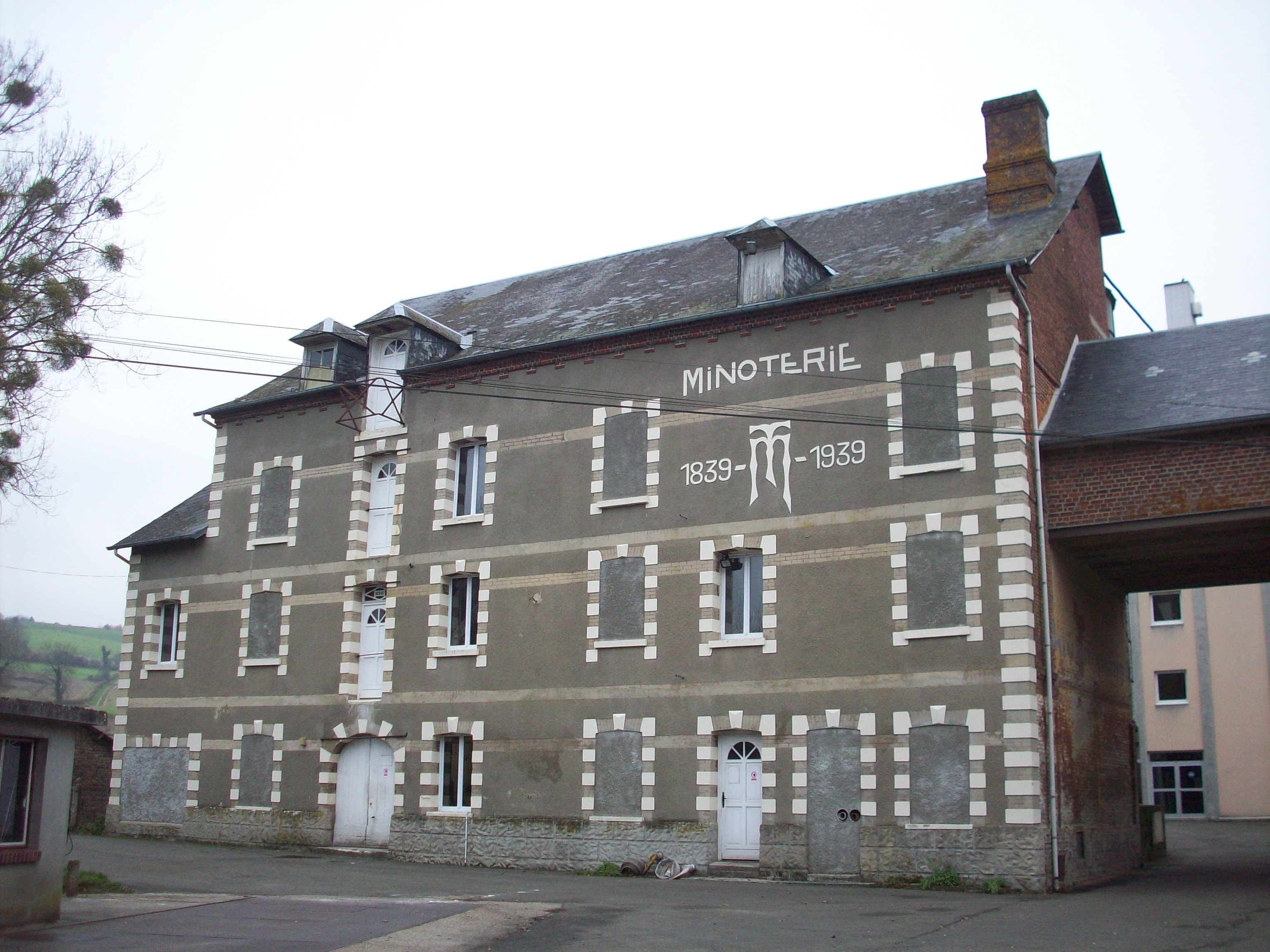
Getreidemühle an der Andelle